# Mã Phi Hải
Mã Phi Hải là họa sĩ người Việt Nam. Ông thuộc nhóm họa sĩ thiết kế thế hệ thứ 3 của điện ảnh Việt Nam cùng với Vũ Huy, Phạm Quốc Trung, Đào Hồng Hải. Mã Phi Hải từng 3 lần giành giải Thiết kế mỹ thuật xuất sắc hạng mục Phim truyên điện ảnh tại Giải Cánh diều.

## Sự nghiệp
Từ năm 1984, Mã Phi Hải là nhân sự hợp đồng tại Xưởng phim hoạt họa của Hãng phim Giải Phóng. Đến năm 2004, ông mới được vào biên chế chính thức, đây cũng là khoảng thời gian Hãng gặp khó khăn trong việc sản xuất phim, nhiều năm không hoàn thành kế hoạch khiến nhiều nghệ sĩ đã xin thôi việc. Mã Phi Hải cũng xin ra khỏi biên chế và tự đầu tư một phim trường nhỏ, trong cùng năm một số bộ phim điện ảnh cũng ghi hình tại đây như: Khi đàn ông có bầu, Sài Gòn tình ca và Hồn Trương Ba, da Hàng Thịt.

## Tác phẩm
| Năm  | Phim                                   | Vai trò             | Chú thích    |
| ---- | -------------------------------------- | ------------------- | ------------ |
| 1987 | Phiên tòa cần chánh án                 | Trợ lý họa sĩ       |              |
| 1992 | Người tình                             | Trợ lý họa sĩ       |              |
| 1998 | Mẹ con Đậu Đũa                         |                     |              |
| 2002 | Người Mỹ trầm lặng                     |                     |              |
| 2006 | Sút                                    |                     |              |
| 2006 | Hồn Trương Ba, da hàng thịt            |                     |              |
| 2008 | Trăng nơi đáy giếng                    |                     |              |
| 2008 | Nụ hôn thần chết                       |                     |              |
| 2009 | Giải cứu thần chết                     |                     |              |
| 2009 | Áo lụa Hà Đông                         |                     |              |
| 2010 | Nụ hôn rực rỡ                          |                     |              |
| 2010 | Tiger-Team – Der Berg der 1000 Drachen |                     |              |
| 2010 | Cánh đồng bất tận                      |                     |              |
| 2011 | Về đất Thăng Long                      |                     | Phim dài tập |
| 2012 | Lời nguyền huyết ngải                  |                     |              |
| 2012 | Scandal: Bí mật thảm đỏ                |                     |              |
| 2013 | Lửa Phật                               |                     |              |
| 2013 | Mỹ nhân kế                             |                     |              |
| 2014 | Quả tim máu                            |                     |              |
| 2015 | Em là bà nội của anh                   |                     |              |
| 2015 | Siêu nhân X                            |                     |              |
| 2015 | Đường xuyên rừng                       |                     |              |
| 2017 | Xóm trọ 3D                             | Đạo diễn nghệ thuật |              |
| 2017 | Cha cõng con                           |                     |              |
| 2020 | Yêu trong đau thương                   |                     | Phim dài tập |

## Giải thưởng
| Năm  | Giải thưởng         | Phim tham gia         | Đề cử                                                    | Kết quả   | Chú thích |
| ---- | ------------------- | --------------------- | -------------------------------------------------------- | --------- | --------- |
| 2008 | Giải Cánh diều 2007 | Nụ hôn thần chết      | Thiết kế mỹ thuật xuất sắc hạng mục Phim truyên điện ảnh | Đoạt giải | [ 5 ]     |
| 2009 | Giải cánh diều 2008 | Trăng nơi đáy giếng   | Thiết kế mỹ thuật xuất sắc hạng mục Phim truyên điện ảnh | Đoạt giải | [ 6 ]     |
| 2012 | Giải Cánh diều 2011 | Lời nguyền huyết ngải | Thiết kế mỹ thuật xuất sắc hạng mục Phim truyên điện ảnh | Đoạt giải | [ 7 ]     |